# コディ・ポンセ
コディ・ジョー・ポンセ（Cody Joe Ponce；英語発音: /ˈkoʊdi ˈʤoʊ ˈpɑns/、1994年4月25日 - ）は、アメリカ合衆国カリフォルニア州ポモナ出身のプロ野球選手（投手）。右投右打。KBOのハンファ・イーグルス所属。

## 経歴

### プロ入りとブルワーズ傘下時代
2015年のMLBドラフト2巡目（全体55位）でミルウォーキー・ブルワーズから指名され、プロ入り。契約後、傘下のパイオニアリーグのルーキー級ヘレナ・ブルワーズでプロ初出場。A級ウィスコンシン・ティンバーラトラーズに所属し、2球団合計で14試合（先発9試合）に登板して2勝1敗3セーブ、防御率2.29、40奪三振を記録した。
2016年はA+級ブレバード・カウンティ・マナティーズに所属し、17試合に先発登板して2勝8敗、防御率5.25、69奪三振を記録した。
2017年はA+級カロライナ・マドキャッツとAA級ビロクシ・シャッカーズに所属し、2球団合計で25試合に先発登板して10勝9敗、防御率3.14、103奪三振を記録した。
2018年はAA級ビロクシに所属し、29試合（先発11試合）に登板して7勝6敗、防御率4.36、88奪三振を記録した。
2019年は開幕からAA級ビロクシに所属した。

### パイレーツ時代
2019年7月29日にジョーダン・ライルズとのトレードで、ピッツバーグ・パイレーツへ移籍した。移籍後は傘下のAA級アルトゥーナ・カーブとAAA級インディアナポリス・インディアンスに所属し、移籍前を含めた3球団合計で34試合（先発5試合）に登板して2勝6敗2セーブ、防御率4.14、70奪三振を記録した。オフにはアリゾナ・フォールリーグに参加し、ピオリア・ハベリーナズに所属した。さらに11月に開催の第2回WBSCプレミア12アメリカ合衆国代表に選出された。11月20日にはルール・ファイブ・ドラフトでの流出を防ぐために40人枠入りした。

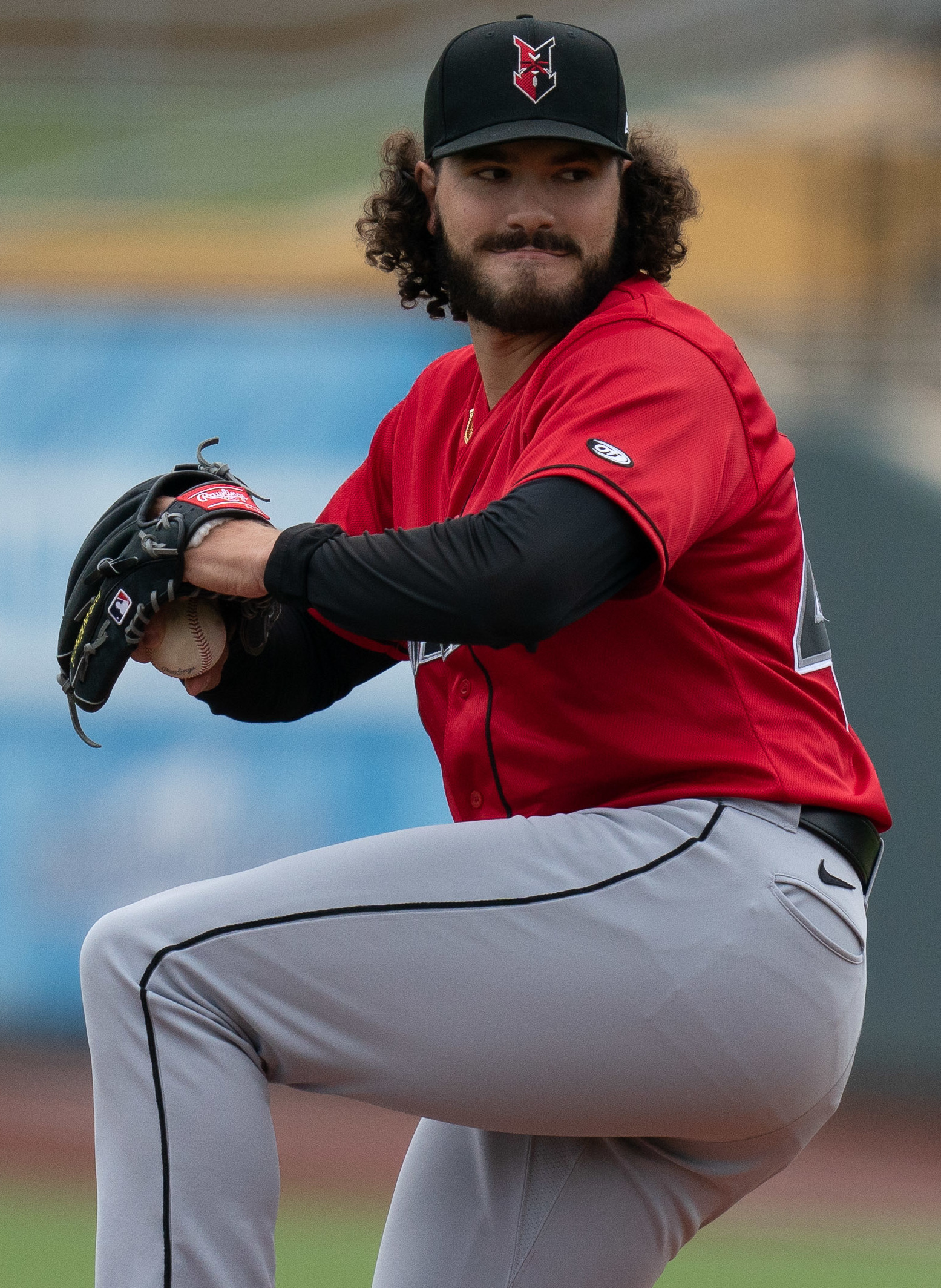
AAA級インディアナポリス・インディアンズ時代
（2021年5月30日）

2020年には新型コロナウイルスの影響によりマイナーリーグの公式戦が開催されず、メジャーリーグは7月下旬に開幕したが、開幕早々の8月2日にメジャー初昇格を果たし、同日のシカゴ・カブス戦で初出場を果たした。この年はメジャーで5試合（先発3試合）に登板して1勝1敗、防御率3.18、12奪三振を記録した。
2021年はメジャーで15試合（先発2試合）に登板して0勝6敗、防御率7.04を記録した。傘下のAAA級インディアナポリス・インディアンズでは、15試合（8先発）に登板して1勝4敗、防御率4.71などを記録した。オフの11月29日に自由契約となった。

### 日本ハム時代

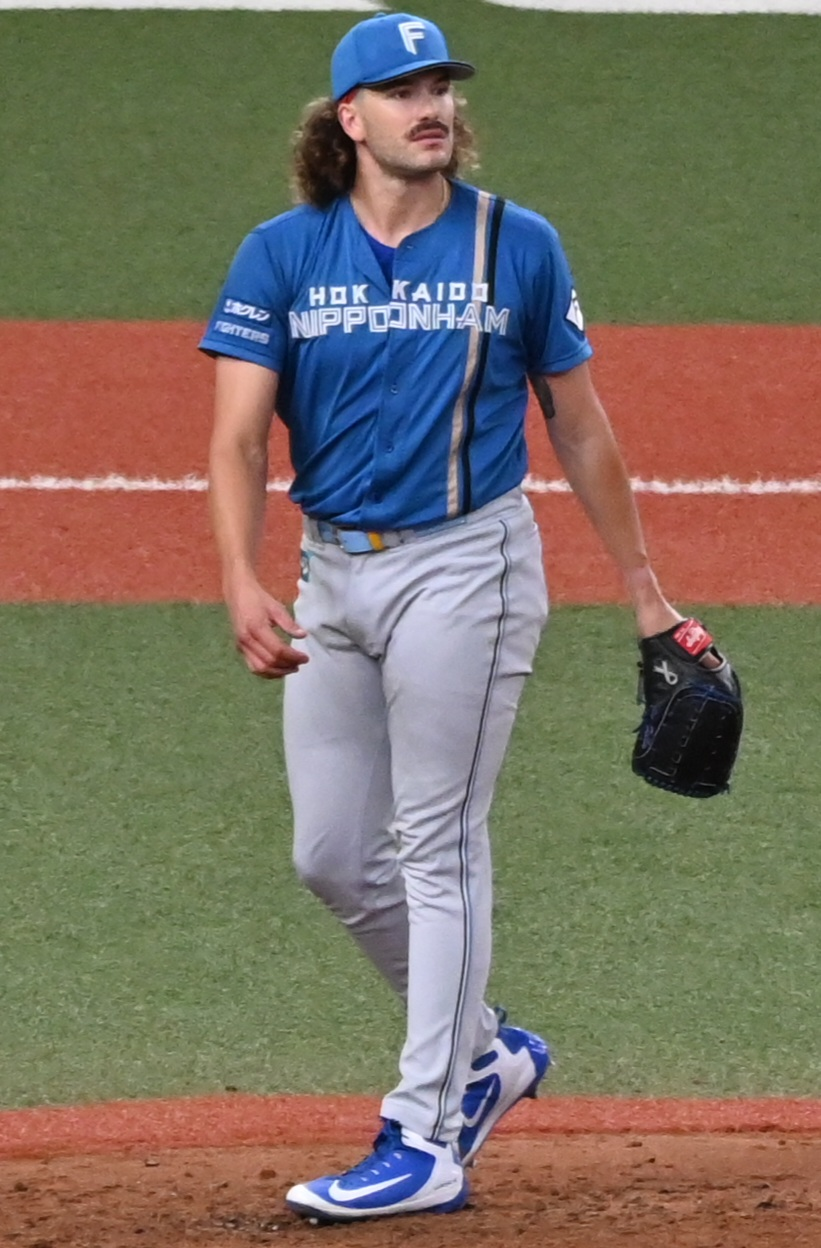
北海道日本ハムファイターズ時代
（2022年8月5日 京セラドーム大阪）

2021年12月6日に北海道日本ハムファイターズとの契約に合意した。1年契約で、推定年俸は1億円プラス出来高。
2022年7月13日の東北楽天ゴールデンイーグルス戦で来日初勝利を挙げると、8月27日の福岡ソフトバンクホークス戦でノーヒットノーランを達成。完全試合を含めシーズン5人目で、1940年以来82年ぶりに年間最多に並んだ。助っ人外国人投手によるノーヒットノーラン達成は2006年のリック・ガトームソン（東京ヤクルトスワローズ）以来、16年ぶり。9月28日に最終戦を迎えたため、札幌ドーム時代でファイターズの選手としては唯一ノーヒットノーランを達成した選手となった。同年は3勝を記録。シーズン終了後に日本ハムと翌年の年俸が推定1億8000万円の契約に合意し、残留が決まった。
2023年、シーズン初登板となった4月4日の千葉ロッテマリーンズ戦で左脚に違和感を覚えながらも登板し、4回途中5失点で敗戦投手となったが、翌日に左大腿四頭筋腱付着部の部分断裂と診断され、実戦復帰まで4週間と見込まれた。4月下旬からリハビリのためアメリカ合衆国に一時帰国していたが、復帰に向けて6月中旬まで再来日し、同月25日の二軍戦で実戦復帰した。7月23日のオリックス・バファローズ戦で一軍に復帰した。前年より登板数を減らしたものの、前年を上回る4勝を記録。シーズン終了後、球団側は翌年の契約延長を提示していたものの、条件面で折り合わず、12月1日、契約保留選手名簿から外れて自由契約になった。

### 楽天時代
2023年12月26日、東北楽天ゴールデンイーグルスへの入団が発表された。背番号は13。
2024年は、15試合に登板し、3勝6敗、防御率6.72を記録。同年限りで退団となった。

### ハンファ時代
2024年12月13日、韓国プロ野球のハンファ・イーグルスと契約した。

## 選手としての特徴
| 球種           | 割合 | 平均球速 | 平均球速 | 最高球速 | 最高球速 |
| 球種           | %    | mph      | km/h     | mph      | km/h     |
| -------------- | ---- | -------- | -------- | -------- | -------- |
| フォーシーム   | 41.7 | 93.2     | 150      | 95.8     | 154.2    |
| カッター       | 18.8 | 89.4     | 143.9    | 92       | 148.1    |
| カーブ         | 16.6 | 79.5     | 127.9    | 82.9     | 133.4    |
| スライダー     | 14.3 | 84       | 135.2    | 86.9     | 139.9    |
| チェンジアップ | 8.6  | 86.2     | 138.7    | 87.8     | 141.3    |
| シンカー       | 0.4  | 92.7     | 149.2    | 94.2     | 151.6    |

持ち球は最速157km/hのストレート、カーブ、スライダー、チェンジアップ、カットボール、ツーシーム、フォーク。198cmの長身から投げ下ろすストレートを中心に多彩な変化球を織り交ぜ、打たせて取る投球スタイルである。
美容師の母譲りというカーリーヘアの長髪がトレードマーク。ヘアバンドを着用したり、編み込み・団子などにしたり、ときには結んだ髪をほどいたりと様々なヘアスタイルでプレーする。

## 詳細情報

### 年度別投手成績
| 年 度    | 球 団    | 登 板 | 先 発 | 完 投 | 完 封 | 無 四 球 | 勝 利 | 敗 戦 | セ 丨 ブ | ホ 丨 ル ド | 勝 率 | 打 者 | 投 球 回 | 被 安 打 | 被 本 塁 打 | 与 四 球 | 敬 遠 | 与 死 球 | 奪 三 振 | 暴 投 | ボ 丨 ク | 失 点 | 自 責 点 | 防 御 率 | W H I P |
| -------- | -------- | ----- | ----- | ----- | ----- | -------- | ----- | ----- | -------- | ----------- | ----- | ----- | -------- | -------- | ----------- | -------- | ----- | -------- | -------- | ----- | -------- | ----- | -------- | -------- | ------- |
| 2020     | PIT      | 5     | 3     | 0     | 0     | 0        | 1     | 1     | 0        | 0           | .500  | 66    | 17.0     | 12       | 5           | 6        | 0     | 0        | 12       | 0     | 0        | 7     | 6        | 3.18     | 1.06    |
| 2021     | PIT      | 15    | 2     | 0     | 0     | 0        | 0     | 6     | 0        | 0           | .000  | 179   | 38.1     | 56       | 8           | 11       | 1     | 1        | 36       | 2     | 0        | 34    | 30       | 7.04     | 1.75    |
| 2022     | 日本ハム | 14    | 14    | 1     | 1     | 0        | 3     | 5     | 0        | 0           | .375  | 344   | 83.1     | 69       | 10          | 23       | 0     | 2        | 66       | 3     | 1        | 35    | 31       | 3.35     | 1.10    |
| 2023     | 日本ハム | 10    | 10    | 0     | 0     | 0        | 4     | 5     | 0        | 0           | .444  | 237   | 51.2     | 59       | 3           | 17       | 0     | 3        | 43       | 2     | 0        | 27    | 21       | 3.66     | 1.47    |
| 2024     | 楽天     | 15    | 12    | 1     | 0     | 0        | 3     | 6     | 0        | 0           | .333  | 308   | 67.0     | 92       | 6           | 16       | 0     | 5        | 56       | 3     | 0        | 55    | 50       | 6.72     | 1.61    |
| MLB：2年 | MLB：2年 | 20    | 5     | 0     | 0     | 0        | 1     | 7     | 0        | 0           | .125  | 245   | 55.1     | 68       | 13          | 17       | 1     | 1        | 48       | 2     | 0        | 41    | 36       | 5.86     | 1.54    |
| NPB：3年 | NPB：3年 | 39    | 36    | 2     | 1     | 0        | 10    | 16    | 0        | 0           | .385  | 889   | 202.0    | 220      | 19          | 56       | 0     | 10       | 165      | 8     | 1        | 117   | 102      | 4.54     | 1.37    |

- 2024年度シーズン終了時

### 年度別守備成績
| 年 度 | 球 団    | 投手（P） | 投手（P） | 投手（P） | 投手（P） | 投手（P） | 投手（P） |
| 年 度 | 球 団    | 試 合     | 刺 殺     | 補 殺     | 失 策     | 併 殺     | 守 備 率  |
| ----- | -------- | --------- | --------- | --------- | --------- | --------- | --------- |
| 2020  | PIT      | 5         | 1         | 0         | 0         | 0         | 1.000     |
| 2021  | PIT      | 15        | 2         | 1         | 0         | 0         | 1.000     |
| 2022  | 日本ハム | 14        | 3         | 7         | 1         | 0         | .909      |
| 2023  | 日本ハム | 10        | 2         | 7         | 0         | 0         | 1.000     |
| 2024  | 楽天     | 15        | 5         | 6         | 0         | 0         | 1.000     |
| MLB   | MLB      | 20        | 3         | 1         | 0         | 0         | 1.000     |
| NPB   | NPB      | 39        | 10        | 20        | 1         | 0         | .968      |

- 2024年度シーズン終了時

### 記録

#### NPB
初記録
投手記録
- 初登板・初先発登板：2022年4月20日、対東北楽天ゴールデンイーグルス5回戦（楽天生命パーク宮城）、5回4失点で敗戦投手
- 初奪三振：同上、2回裏に山﨑剛から見逃し三振
- 初勝利・初先発勝利：2022年7月13日、対東北楽天ゴールデンイーグルス12回戦（静岡県草薙総合運動場硬式野球場）、7回1失点
- 初完投・初完投勝利・初完封・初完封勝利：2022年8月27日、対福岡ソフトバンクホークス23回戦（札幌ドーム）、9回113球無安打2四死球6奪三振無失点

打撃記録
- 初打席：2024年5月28日、対横浜DeNAベイスターズ1回戦（横浜スタジアム）、3回表にアンソニー・ケイから一犠打

その他の記録
- ノーヒットノーラン：2022年8月27日、対福岡ソフトバンクホークス23回戦（札幌ドーム）、9回113球2四死球6奪三振無失点 ※史上87人目98度目、球団史上27年ぶり6人目[35]

### 背番号
- 60（2020年）
- 44（2021年）
- 45（2022年 - 2023年）
- 13（2024年）
- 30（2025年 - ）

### 代表歴
- 2019 WBSCプレミア12 アメリカ合衆国代表